# الرابطة الروسية للكشافة / الملاحون
الرابطة الروسية للكشافة / الملاحون هي اتحاد الكشافة الوطني في روسيا، والذي أصبح عضوا في المنظمة العالمية للحركة الكشفية في عام 2004. والرابطة الروسية للكشافة / الملاحون مختلطة ولديها 14130 عضو اعتبارا من عام 2010.
شارة عضوية الجمعية الروسية للكشافة / الملاحون يتضمن عناصر معطف من الأسلحة وكذلك علم روسيا.

## روابط خارجية
- الرابطة الروسية للكشافة / الملاحون